# Viola milanae
Viola milanae là một loài thực vật có hoa trong họ Hoa tím. Loài này được Vl.V.Nikitin mô tả khoa học đầu tiên năm 2006.